# Michel Georges
 (janvier 2024).
Michel Georges, né à Schoten le 18 juillet 1959 , est un biologiste et médecin vétérinaire belge, professeur à l'université de Liège, prix Francqui 2008 et actuel directeur du GIGA.

## Biographie
Michel Georges travaille comme chercheur aux États-Unis avant de revenir à Liège, en 1994, pour diriger l'unité de génomique animale, une équipe multidisciplinaire intégrée depuis 2006 au centre de recherche inter-facultaire de l'université de Liège (ULiège), le GIGA, dont il est le directeur depuis 2016.
Spécialiste en biologie moléculaire, il se forge une réputation mondiale dans le domaine de la génétique animale et de la génomique, discipline qui vise à caractériser le génome complet d’organismes comme les virus, les bactéries, les plantes et les animaux.
Ses travaux pionniers dans la découverte de la génétique des caractéristiques complexes lui ont valu le prix Wolf en agriculture en 2007 et le prix Francqui en 2008. Ses découvertes ont, notamment, contribué de façon déterminante à la révolution technologique que connaît l'élevage aujourd'hui : la sélection génomique.
Les recherches de son équipe portent principalement sur le développement d'outils génomiques chez les animaux domestiques, leur utilisation pour l'identification de gènes influençant des caractéristiques économiquement importantes chez le bétail et le développement de méthodes de sélection assistée par marqueurs et génomiques. 
Appliquée à l’Homme, la méthode génomique a ouvert la porte à une compréhension détaillée des différences génétiques et, par-delà, a fait naître l’espoir d’un développement de meilleures thérapies. C’est dans ce but que le professeur Michel Georges collabore étroitement avec le département de gastro-entérologie et hépatologie du professeur Édouard Louis sur la génétique de la maladie de Crohn, ouvrant la voie à la recherche de traitements spécifiques à cette maladie à ce jour incurable.

## Distinctions
- Officier du Mérite wallon (O.M.W.) 2014
- Prix Wolf en 2007
- Prix Francqui en sciences biomédicales en 2008,
- Bourse ERC Advanced en 2013
- Adhésion à l'American National Academy of Sciences en 2013
- Bourse du programme Chinese 1,000 Talents en 2018.